# Yangon Calling – Punk in Myanmar
Yangon Calling – Punk in Myanmar ist ein Dokumentarfilm der Berliner Filmemacher Alexander Dluzak und Carsten Piefke,  gedreht 2011 in Rangun, Myanmar.

## Handlung
Yangon Calling zeigt das Leben der Punks im Underground von Yangon. Der Film entstand 2011 zu Zeiten der Militärdiktatur. Die Filmemacher reisten mit Touristenvisa ein und drehten undercover mit versteckter Kamera. Sie begleiteten die Musiker der Bands Side Effect, Rebel Riot, No U Turn und System Holocaust in Proberäumen, auf illegale Konzerte und in Tattoo-Studios. Yangon Calling ist ein Film über das Leben in einem autoritären Staat, über persönliche Tragödien und den Kampf nach Freiheit in einem Land, in dem Punk noch echte Rebellion ist.

## Aufführungen
Yangon Calling  wurde weltweit auf mehreren Filmfestivals gezeigt, unter anderem in London, Shanghai, Helsinki, Singapur und Paris. In einer Fassung fürs Fernsehen lief der Film außerdem bei 3sat, ZDFkultur und ARTE im Magazin Tracks.

## DVD/Buch
2013 erschien Yangon Calling – Musik, Subkultur und Politik in Myanmar als Kombination aus Buch und Doppel-DVD beim Berliner Label Fly Fast. Das Buch enthält Texte über Popkultur und Politik in Myanmar. Die Autoren sind Alexander Dluzak und Matt Grace, von dem auch die Bilder in dem Buch stammen. Die DVD enthält neben der Dokumentation Yangon Calling auch einen Film über die Deutschland-Tour der burmesischen Punkband Side Effect. Buch und DVD sind in einer zweisprachigen Fassung erschienen (deutsch/englisch).